# Larrea (Álava)
Larrea es un concejo del municipio de Barrundia, de la cuadrilla de la Llanada Alavesa o de Salvatierra, en la provincia de Álava, en el País Vasco en España.
Larrea se ubica en el valle de Barrundia, a la derecha del río Zadorra a una veintena de kilómetros de Vitoria, la capital provincial. Por la población pasa la carretera A-3012 que enlaza Ozaeta con Eguino. Perteneció a la cuadrilla de Salvatierra. La primera referencia documental sobre Larrea se la proporciona el documento de la Reja de San Millán, del año 1025, en la que aparece citada entre las aldeas contribuidoras con una reja anual, dentro del Alfoz de Barrandiz. También aparece en la carta del obispo Jerónimo Aznar, dentro del arciprestazgo de Eguilaz.

## Toponimia
El topónimo "Larrea" es un término éuscaro que se traduce al castellano como pastizal, prado, pradera, henar. La primera referencia escrita del mismo data del año 1025 en la relación de pueblos de Álava que deben impuestos, denominados "reja", al monasterio riojano de San Millán de la Cogolla; el documento es el llamado  Reja de San Millán y se ha convertido en un referente de la toponimia alavesa del siglo XI.

## Geografía física
Se halla al pie del monte Aldaia de  787 msnm, a 569 m de altitud, en la margen derecha del Zadorra.
|               | Norte: Sierra de Elguea |                 |
| Oeste: Hermua |                         | Este: Barria    |
|               |                         | Sureste: Axpuru |

## Historia
La primera referencia documental de Larrea aparece en el año 1025 en el documento denominado Reja de San Millán, documento donde se  contabiliza la aportación de los poblados de la Llanada alavesa y de zonas de la Montaña al monasterio de San Millán de la Cogolla, que dice 

.../... In era millesima sesagesima tertia decano sancti Emiliani, sicut colligebat ferro per Alava, ita describimus [Gal., Llor. "scribimus"] [...] Barrundiz [Gal., Llor. "Barrandiz."] XXII (Gal. "XXV." Computando por una reja cada andosco de los siete alfoces, se llena efectivametne el número XXII, que el Becerro gótico exhibe.] rgs. // Galharreta I rg. Gordoua [Llor. "Gordua."] I rg. Harriolha II rgs. Narbaiza II rgs. Larrea I rg. Hazpurba [Gal., Llor. "Hazpurua."] Hurigurenna [Llor. "Hurrigurrena."] et Zuhazulha I rg. Ermua I rg. Audicana I rg. Algio I rg. Deredia I rg. Andozketa I rg. Kircu [Llor. "Kirku."] I rg. Helkeguren I rg. Zuazu [Gal., Llor. "Zuhazu."] I rg. Uhulla II [Llor. "una."] rgs. Erdongana I rg. .../...

En la guerra de bandos fue hito en las posiciones gamboinas entre Guevara y Oñate. Los Oñate mantuvieron  linajes adictos en las vías de comunicación entre Guipúzcoa y la Llanada Alavesa. Una de ellas fue la de la torre de los Lazarraga. En el viaje realizado por Martín Gil en 1556, Larrea fue una de las poblaciones visitadas por él que indicó que el concejo de Larrea tenía "hospital, una ermita dedicada a Santa María y cuatro clérigos beneficiados al servicio de su iglesia".
Hacia mediados del siglo XIX, el lugar, ya por entonces perteneciente a Barrundia, tenía contabilizada una población de 145 habitantes. Aparece descrito en el décimo volumen del Diccionario geográfico-estadístico-histórico de España y sus posesiones de Ultramar de Pascual Madoz con las siguientes palabras:

LARREA: l. del ayunt. de Barrundia en la prov. de Alava, part. jud. de Vitoria (3 1/2 leg.), aud. terr. de Burgos (22), c. g. de las Provincias Vascongadas, dióc. de Calahorra (14), sit. en un pequeño llano, clima frio y húmedo, le combate el viento N. y se padecen constipados. Tiene 40 casas escuela de primera educacion frecuentada por 50 alumnos y dotada con las retribuciones de los discípulos; igl. parr. (San Millan), servida por dos beneficiados, uno de ellos de cura y ambos de presentacion del cabildo, y para el abasto de los hab. una fuente de aguas comunes y buenas. El térm. confina N. sierra de San Adrian; E. Aspuro; S. Hermua, y O. con las sierras del ayunt. de Gamboa, hallándose al N. algunos trozos de monte bastante poblados. El terreno es montuoso; le atraviesa el r. Zadorra que le fertiliza con sus aguas. Los caminos son de pueblo á pueblo, en mal estado. El correo se recibe de Salvatierra. prod.: trigo, habas, avena, yeros, maiz, patatas, lino, legumbres y frutas: cria de ganado de toda especie: caza de perdices y liebres: pesca de truchas y anguilas. pobl.. 34 vec., 145 alm. riqueza y contr. con su ayunt. (V.)
(Madoz, 1847, p. 89)

En 2022, la entidad singular de población tenía empadronados 102 habitantes y el núcleo de población, 85.

## Demografía
| Gráfica de evolución demográfica de Larrea entre 2000 y 2017 |
|                                                              |
| Población de derecho según los censos de población del INE.  |

### Patrimonio material

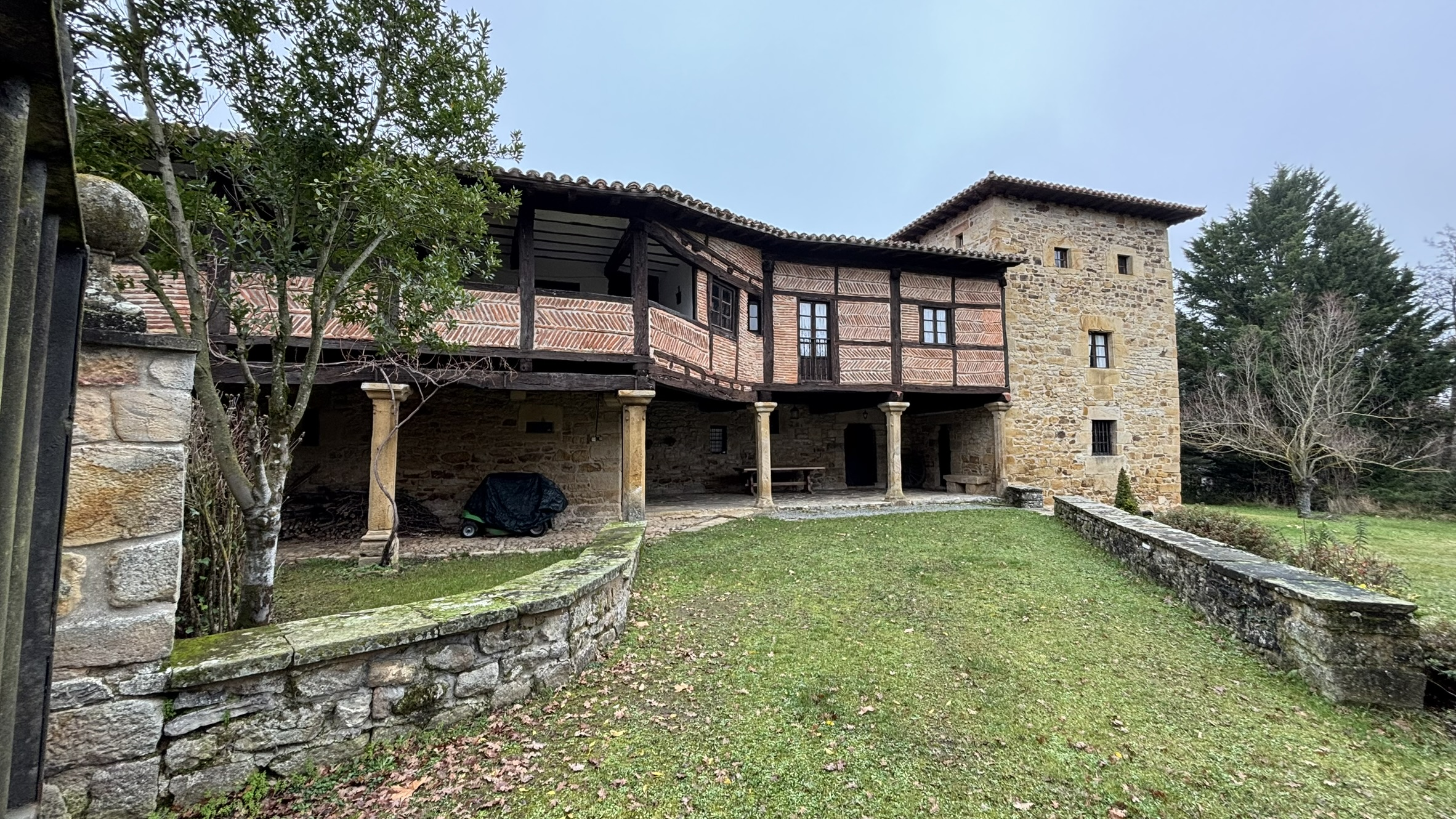
Torre Lazarraga (El Bolo)

- Iglesia de San Millán. La iglesia de San Millán tiene la característica de que ha mantenido casi intacto la traza románica del edificio anterior. La construcción de nuevo edificio realizada en el siglo XVI se realizó adjunto la vieja iglesia medieval. Esta es ejemplo de como debieron ser las iglesias alavesas en aquella época.

- Torre Lazarraga 0 Caserío El Bolo. Es una antigua casa torre que controlaba el paso de Zalduendo a Ozaeta, con dos accesos a Guipúzcoa, por Oñate y Aránzazu, que atravesaban la sierra de Urquilla, vinculada al linaje de los Guevara, señores y condes de Oñate. Los Lazarraga era uno de los linajes adictos afincados en los caminos principales entre la llanada Alavesa, donde se asentaba su casa y castillo de Guevara, y las tierras guipuzcoanas de Oñate. La edificación actual data de finales del siglo XV.[13]

Otros edificios y monumentos del concejo son:

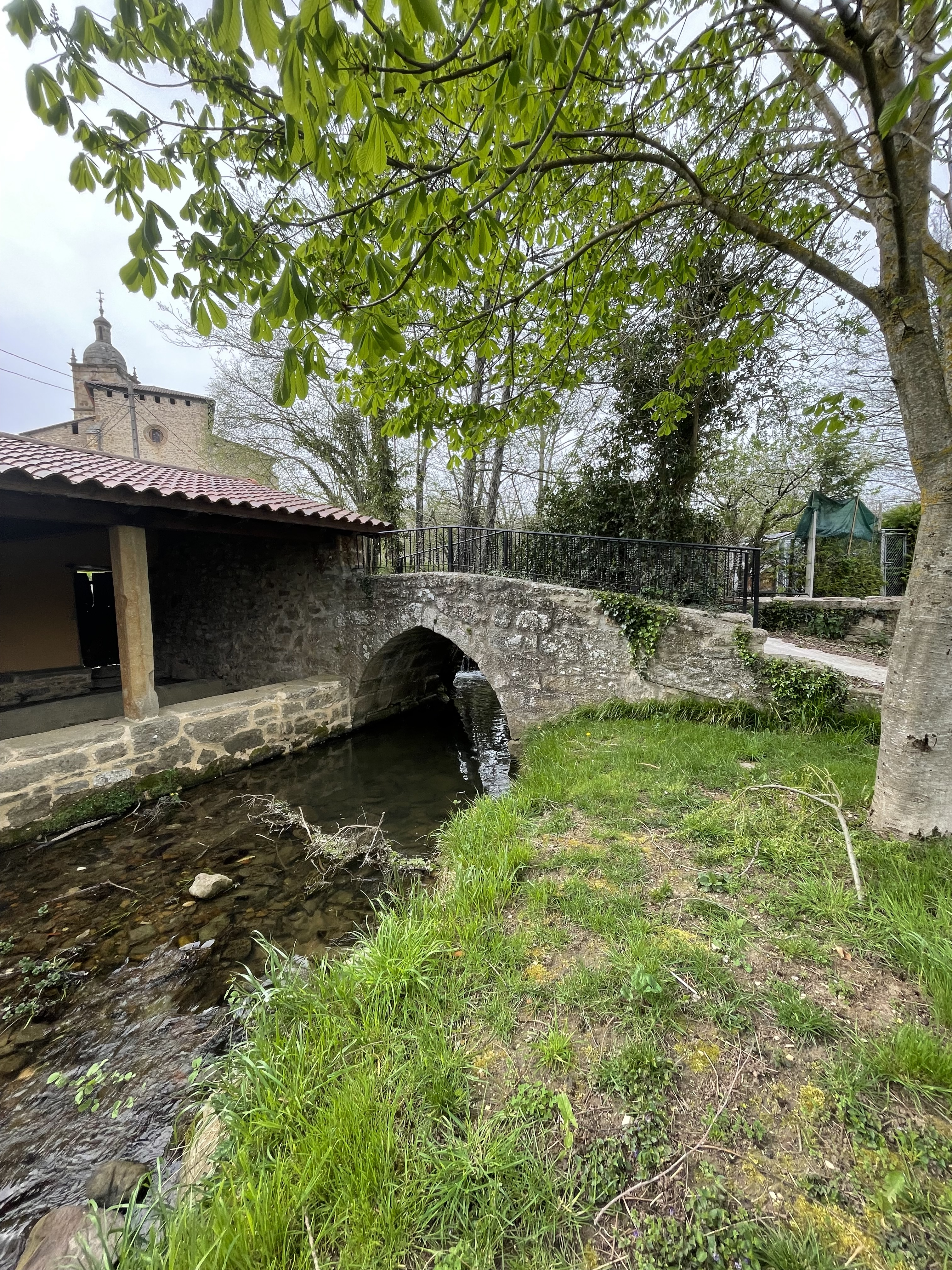
Lavadero y puente

- Juego de Bolos. La bolera de Larrea es un recito de planta rectangular cubierto a dos aguas con orientación este-oeste construido en 1983. Mide 27,90 metros de largo y  4,00 metros de ancho con una altura de unos 4,30 metros. Está construido en mampostería de caliza y arenisca complementada con ladrillo bloque y grandes cristaleras. La puerta de ingreso se sitúa en el extremo este del muro sur. El interior tiene la estructura típica de las boleras de bolo vasco, adosado al muro sur un largo pasillo de cemento, en paralelo a él, unos 15 cm más bajo, otro suelo de cemento y a su lado la pista de tierra apisonada en cuyo inicio se sitúa el tablón guía que transita por la mayoría de la pista y se encuentra inclinado hacia el muro norte, la pista está a una cota mayor y tiene unas dimensiones de 18,90 por 0,20 metros. El pato está formado por una tabla de 1 metros de longitud situada a 1 metros del inicio de la pista. Loa apartaderos, que sobresalen respecto al suelo de cemento anexo, son de madera y limita la pista por los lados sur y este. Al fondo hay tres grandes tablones forrados con goma que se adosa al muro oeste. Al final de la guía se ubican los cuatro tacos de madera de sección circular dispuestos según la modalidad que se practica, cuatro de palma de la Llanada. [14]

- Monolito en homenaje a Juan Peréz de Lazarraga.

- Edificio de la antigua Escuela, actualmente Casa de Concejo, Centro Social y Archivo concejil.[15]

- Fuente-abrevadero.[16]

- Lavadero.[17]

- Cementerio.

- Puente del lavadero.[18]

- Puente de Arrikrutz.[19]

- Puente Arralde.[20]

- Puente de Iturralde.[21]

- Puente de Zabale.[22]

- Puente Zubiluze.[23]

- Molino de Larrea.[24]

- Calero de Larrea.[25]

- Calero Epistegi.[26]

- Colmenar Epistegui.[27]

- Tejera de Larrea.[28]

- Fuente vieja.[29]

- Antiguo hospital de Larrea. Edificio desaparecido cuya localización desconocida cerca de la Iglesia de San Millán. Hospital en el contexto del camino que atravesaba la Llanada por el norte al pie de las sierras de Elgea y Urkilla. Es citado por el licenciado Martín Gil en su visita pastoral de 1556. Se sigue documentando unos años después, sin poder testimoniar una pervivencia posterior.[30]

### Fiestas
El Barte
En la población se celebra la fiesta conocida como "El Barte" donde la población de Larrea acude a la ermita de San Martín de Tours de la vecina localidad de Hermua. La romería se realiza el 4 de julio, día en que se conmemora la llamada "Traslación de San Martín de Tours". Tradicionalmente el primer acto de la fiesta es la preparación del recorrido por lo que se realiza, a las nueve de la mañana, una vereda para la limpieza de caminos, fuentes y los accesos a la iglesia que culmina a media mañana con un almuerzo a base de cangrejos del río acompañado con la música de los txistularis.
Al mediodía se realiza una calegira y el ensayo del aurresku que en honor del santo, se bailará a la tarde. Tras la comida, la comitiva, siempre encabezada por el cura y el grupo de txistularis, sale de Larrea hacia Hermua, el recorrido se realiza por la carretera al haber desaparecido, por la concentración parcelaria que se realizó en la zona a finales del siglo XX, el camino tradicional conocido como el "camino de Saroste". Pasan por la casa del cura párroco de Hermua y acaban en la ermita de San Martín de origen medieval. Sacan la imagen del santo y la colocan fuera sobre una mesa que hace de altar. Desde allí preside la llamada "bendición de El Barte". Es obligatoria la presencia de, al menos, un miembro de cada casa de Larrea por ello antes de la ceremonia de bendición se pasa lista a la que se debe contestar con la fórmula "presente mi persona", la falta está penada por multa y puede llevar la pérdida de los derechos de pasto en el monte Armuegui. Tras la lista se bendice el barte, un gran pan de centeno, y se reparte entre los presentes, siendo los de Larrea los que invitan a los de Hermua a cambio de poder visitar a San Martín y jugar a los bolos.
Tras la bendición se interpreta el aurresku de Larrea donde los vecinos de esa localidad van bailándolo, uno por uno. Luego se saca una chica, lanzan una boina al suelo y bailan a su alrededor, culminando la danza con las manos unidas bailando alrededor de los txistularis. El acto finaliza con una jota.
El aurresku es interpretado por los "cabeza de familia"  o un representante de ellas y unos “pocos vecinos honorarios”, cuando cambia el ritmo de contrapás a contradanza uno de los danzantes, la tradición dice que el vecino más distinguido, realiza el baile delante de la chica que previamente ha elegido un jurado. La chica se sitúa en el centro del círculo y a sus pies se deja boina en el suelo, sobre la que se baila dando vueltas alrededor de la dama, procurando no pisar la boina ni tocar a la chica. La danza finaliza lanzando, por parte del jurado, la boina al aire, y el vecino saca de la mano a la chica sumándose ambos al círculo volviendo todo ello al ritmo de contrapás y repitiendo la danza con el mismo ceremonial hasta que han bailado todos y cada uno de los vecinos ante la dama a la que le ha tocado en turno.
Una vez finalizado el acto se parte hacia Larrea, pasando por la casa cural frente a la que se baila una jota, un arin arin y el fandango. La fiesta sigue en Larrea donde a las doce y media de la noche se vuelve a bailar el aurresku en la plaza de la localidad.
San Roque.
La fiesta en honor a San Roque se realiza el 16 de agosto.

## Personajes ilustres
- Juan Pérez de Lazarraga (1550-1605): señor de la Torre de Larrea y autor del manuscrito que lleva su mismo apellido, escrito en euskera.[33]
- Bruno Villarreal (1802-1860): oficial del ejército carlista durante la Primera Guerra Carlista, comandante general de Álava y mariscal del Ejército Carlista del Norte.[33]